# Puerta del Ángel (métro de Madrid)
Puerta del Ángel est une station de la ligne 6 du métro de Madrid, en Espagne.

## Situation
La station de métro se situe entre Príncipe Pío et Alto de Extremadura.

## Historique
La station Puerta del Ángel est ouverte le 10 mai 1995, date à laquelle la ligne 6 du métro de Madrid devient circulaire par la liaison nouvelle entre Laguna et Ciudad Universitaria. Six nouvelles stations dont Puerta del Ángel entrent en service,. Le 10 avril 2006, un accident entre deux trains de maintenance dans la station entraîne la mort de deux cheminots, deux autres étant blessés.
La station de métro devient temporairement un terminus à partir du 4 juillet 2015 en raison de travaux d'amélioration des installations qui se déroulent entre la station et Oporto. Prévus pour se terminer au milieu de mois de septembre, ces travaux s'achèvent dans les délais et le trafic est rétabli le 13 septembre 2015.

## Service des voyageurs

### Intermodalité
La station est en correspondance avec les lignes d'autobus no 31, 33, 36, 39, 65, 138, N18 et N19 du réseau EMT.